# Граната

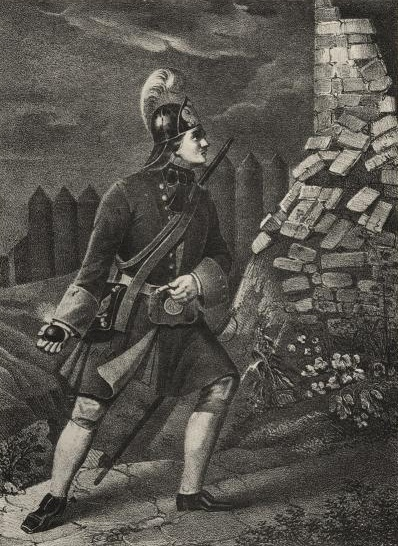

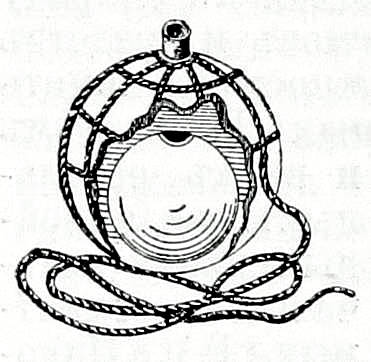
Фиг. 1. Зажигательный снаряд с ручной гранатой, рисунок к статье «Граната», Военная энциклопедия Сытина, Санкт-Петербург, 1911—1915 годы

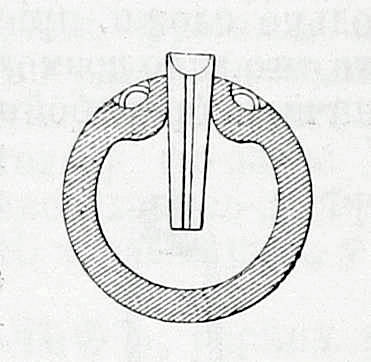
Фиг. 2. Сферическая граната, Рисунок к статье «Граната», Военная энциклопедия Сытина, Санкт-Петербург, 1911—1915 годы

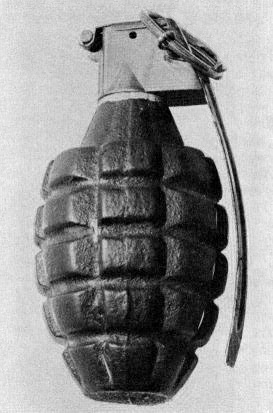
Осколочная граната ВС США Mk 2

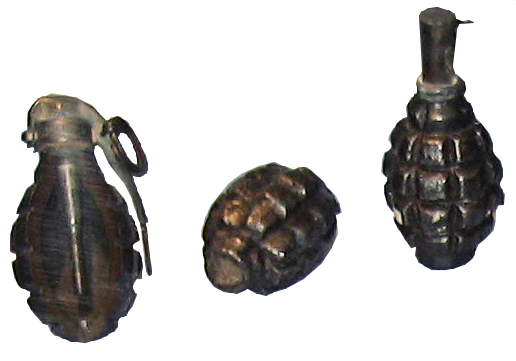
Французская граната F-1

Грана́та (нем. Granate, итал. Granata от лат. Granatus — зернистый) — изначально боевой припас в форме пустотелого чугунного шара, снаряжённого порохом, для поражения живой силы вблизи от места его разрыва, позднее — наступательное и оборонительное оружие,  предназначенный для поражения живой силы, вооружения и техники противника с помощью ручного и иного метания.
Для метания специальных винтовочных гранат и подствольных гранат используется энергия пороха, что во много раз увеличивает дальность метания — с 50 метров для ручного броска до 400 — 2000 метров (для винтовочных и подствольных гранат соответственно). Ручные гранаты также могут применяться для поражения противника без метания путем устройства мин-«растяжек». При этом до начала XX века гранатами именовались разрывные снаряды равно как для ручного метания, так и артиллерийские калибром до одного пуда (примерно 196 мм). Устройство ручных и артиллерийских гранат и бомб было аналогичным (чугунный шар, заполненный порохом) и отличалось только размерами. С Первой мировой войной название гранаты утвердилось исключительно за боевым припасом для ручного метания. Название оружия произошло от названия плодов граната, так как ранние виды гранат походили на плод и формой с размерами, и по тому, как разлетающиеся осколки гранаты похожи на зёрна, находящиеся внутри плода.

## История
Появление ручных гранат (ранее назывались гренада — Grénades) иногда относят ко времени изобретения пороха. Прообразом ручных гранат были глиняные сосуды с известью или зажигательной смесью, которые использовались с IX века. Как свидетельствует древний манускрипт Неджим-Эдлина-Чассана Альрама, озаглавленный «Руководство к искусству сражаться верхом и о различных военных машинах», прообраз современных гранат, который назывался «бортаб», появился и у арабов; он состоял из стеклянного шара, наполненного составом из селитры, серы и угля, снабженного заготовкой из стопина и подвешенного на цепочке к древку.
Первые гранаты также делали преимущественно из глины. В 1405 году Конрад Кайзер фон Айхштадт впервые предложил использовать для гранат чугунный корпус, а в центре порохового заряда создавать полость, которая ускоряла сгорание смеси и увеличивала вероятность дробления корпуса на осколки. Английский автор XVI века Питер Уайтхорн отмечает, что «в прежние времена употребляли глиняные бутыли либо горшки, огнём и взрывчаткой начинённые», и рекомендует «готовить в формах литейных пустые шары размером с малый мяч для игры, а стенки в четверть дюйма, из трёх долей меди с одной долею олова». Заряд надо составлять из трёх частей «серпентина», трёх частей мелкого «порошка мучного» и одной части «смолистой». При этом их следует «бросать немедля», поскольку «они почти без промедления на тысячу кусков разлетаются». Зажигалась ручная граната от фитиля, который вставлялся в деревянную пробку, затыкавшую затравочное отверстие. Такая граната могла взорваться слишком рано или слишком поздно, и во время английской Гражданской войны солдаты Кромвеля усовершенствовали устройство, привязав к фитилю в нижней части (внутри гранаты) пулю, и при этом окружив фитиль вставленными в мелкие дырочки веточками, которые выполняли роль стабилизаторов. Фитиль оставался обращённым назад вплоть до удара гранаты о землю, когда пуля, продолжая по инерции движение, втягивала его внутрь гранаты. Применялись гранаты, главным образом, при осаде и защите крепостей, а также на море в абордажном бою.
В XVII веке гранаты начинают активно использоваться и в полевом бою. В 1667 году в Англии было выделено по 4 человека в роте для метания гренад (гранат); они получили название гренадеры. В течение нескольких лет этот новый род оружия был введён в основных европейских армиях. Англичане также ввели шапки-«гренадерки» в виде высоких колпаков с медным верхом.
В XVIII веке запальная трубка у ручных гранат была пороховая, как и у артиллерийских. Применялись также осветительные гранаты, из картона, дерева или олова, снаряжённые бенгальским огнём и использовавшиеся в ночном бою. В английском артиллерийском справочнике 1839 года говорится, что в сухопутных войсках (армиях) вес ручной гранаты составляет 1 фунт 13 унций (около 800 граммов) и метнуть её можно на расстояние от 40 до 60 футов (12 — 18 метров).
По мере развития линейной тактики гранаты потеряли своё значение в полевом бою и к середине XVIII века были сняты с вооружения полевых армий, а гренадеры превратились лишь в отборный род пехоты. Гранаты остались только на вооружении крепостных гарнизонов и во флоте.
Гранаты вновь стали широко использоваться во время позиционных боевых действий — как во время обороны Севастополя, где они использовались обеими сторонами, причём русские, за недостатком снарядов, начиняли порохом бутылки. Старого типа фитильные чугунные гранаты применялись англичанами ещё в 1885 году в Судане.
Гранаты современного типа были, в сущности, изобретены во время Русско-японской войны, в ходе которой проявилась острая необходимость в этом роде оружия для штурма и обороны окопов. Между тем, типы гранат, соответствующие современным техническим возможностям, не были разработаны, и сторонам приходилось импровизировать. Русские употребляли в качестве корпуса снарядные гильзы, начинённые динамитом (такие устройства получили название «бомбочка»), а японцы — стволы бамбука и жестяные банки из-под мармелада с пироксилином. Для того, чтобы граната взрывалась вовремя, из куска проволоки и винтовочного патрона изготовляли ударные взрыватели; использовали капсюль-детонаторы Нобеля. Для запала использовали, главным образом, бикфордов шнур, что нередко давало неприятельским солдатам достаточно времени, чтобы отбросить гранату. Однако появились и тёрочные и пружинные запалы. В Мукденском сражении японцы впервые применили гранату с деревянной ручкой, игравшей роль стабилизатора, и цилиндрическим корпусом.
После этого появляются гранаты современного типа: граната Мартина Хейла с ударным механизмом в основании и стальной осколочной рубашкой из 24 сегментов (она также была снабжена штоком, позволявшим стрелять ею из винтовки), и граната Аазена с деревянной ручкой и на длинном шнуре, который выдергивал чеку, когда граната долетала до цели.
Ручные гранаты современного вида стали массово производиться и вошли в широкое употребление во время Первой мировой войны, тогда же были созданы и начали применяться первые винтовочные гранаты. В годы Второй мировой войны в армиях США (1942) и Германии (1943) использовались винтовочные гранаты, появились первые ручные противотанковые гранаты с кумулятивными боевыми частями. В настоящее время находятся на вооружении всех армий мира.

## Устройство
Современная ручная граната состоит из металлического корпуса, заряда взрывчатых веществ и взрывателя (запала). Граната для гранатомёта состоит из головной части, в которой располагается разрывной заряд, взрывателя, а также реактивного двигателя и стабилизатора. Поражение наносится осколками корпуса, ударной волной или кумулятивной струёй, а также, как вариант, — готовыми поражающими элементами (шрапнель). Изготавливается из лёгких сплавов, материалов высокой удельной прочности и пластмассы. Известны также образцы ручных гранат, изготовленных из бетона (Volkshandgranate 45) и стекла (Glashandgranate) — как правило, произведённые в условиях жестокого дефицита военного времени.
Натренированный военнослужащий может бросить осколочную гранату на 40 — 50 метров, противотанковую — примерно на 20 метров.
Современные ручные гранаты могут как иметь ручку для метания (РГД-33), так и не иметь таковой (Ф-1).
Корпус гранаты изготавливается как сплошным, так и рубчатым («рубашка»), для повышения осколочного действия. Кроме того, в некоторых конструкциях гранат между корпусом и ВВ закладывается запас мелких готовых поражающих элементов (шариков, кубиков и т. п.).

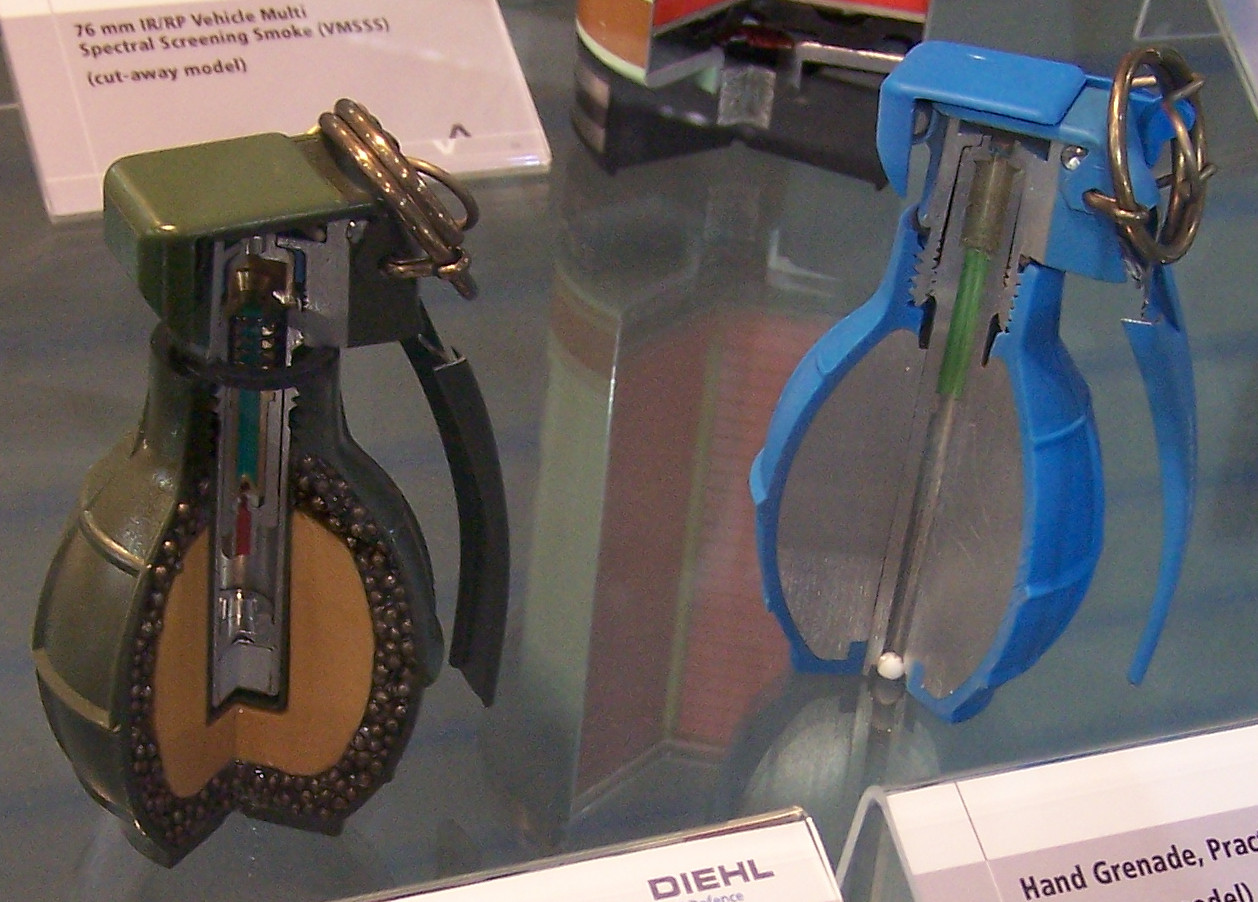
Ручная граната состоит из корпуса, заряда взрывчатых веществ и взрывателя (запала)

### Взрыватель
Гранаты могут иметь взрыватель, срабатывающий на разных принципах детонации — динамической (детонация при ударе в цель) либо с задержкой (детонация взрывателем с заданной задержкой).
Подрыв с задержкой осуществляется следующим образом: при выдёргивании предохранительной чеки и отпускании скобы срабатывает взведённый заранее пружинный механизм, и боёк с силой бьёт по капсюлю из чувствительного к ударам вещества (по аналогии с произведением выстрела из ручного огнестрельного оружия). Взрывающийся капсюль воспламеняет порох в тонкой запальной трубке. Порох горит со скоростью примерно 1 см в секунду и не требует кислорода, поэтому граната может взорваться и под водой. Когда огонь в запальной трубке достигает детонатора, тот взрывается и вызывает детонацию взрывчатого вещества, которым снаряжена граната. В зависимости от конструкции запал гранаты включает запальную трубку с капсюлем и детонатором, а также может включать в себя пружинный механизм с бойком, чекой и спусковой скобой.
Динамическая детонация у ручных гранат производится с помощью инерционного груза, соединённого с детонатором. При попадании гранаты в твёрдую цель груз смещается и срабатывает детонатор. Чтобы граната не взорвалась в руке, особый механизм приводит инерционный детонатор в боевое положение через короткое время после отпускания спускового рычага.

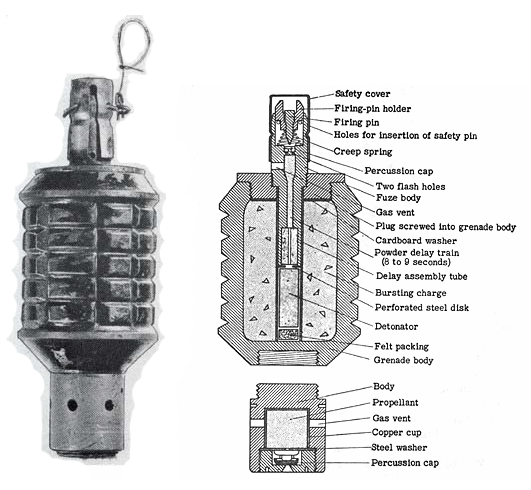
Японская граната Тип 91 со снимаемой воспламенительной трубкой могла быть использована как минометная мина для коленного миномёта, а после снятия воспламенительной трубки действовала как ручная граната

## Классификация
Гранаты имеют классификации по различным критериям.
По способу метания гранаты делятся на:
- ручные — метаются рукой на расстояние 15-50 м,
- винтовочные — средняя дальность выстреливания — 100—400 м,
- гранаты для гранатомётов (подствольные) — дальность выстрела до 2 тыс. метров[3].

По предназначению гранаты делятся на:
- основного назначения (предназначенные для непосредственного поражения противника):
  - противотанковые (фугасные, кумулятивные)
  - противопехотные (осколочные, осколочно-фугасные, фугасные)
  - зажигательные
- специального назначения:
  - дымовые
  - осветительные
  - сигнальные
  - светошумовые
  - газовые и др.
- учебные и учебно-имитационные[3] (имеют форму и вес боевой гранаты).

По способу подрыва:
- ударного действия — взрывающиеся при встрече с какой-либо преградой;
- дистанционные — взрывающиеся в определённой точке траектории полёта[3].

Среди ручных противопехотных гранат выделяют:
- оборонительные — имеющие большой радиус поражения (больше мощность ВВ, количество, качество и дальность разлёта осколков). Оборонительные гранаты положено применять только из-за укрытия, иначе они опасны для самого гранатомётчика. Типичная оборонительная граната — Ф-1 (заряд ВВ — тротил, 60 г.; масса 600 г.);
- наступательные — радиус поражения которых гарантированно меньше средней дальности броска рукой, поэтому их можно применять, находясь на открытом пространстве. Они имеют небольшой заряд ВВ, разлёт осколков и поражающее действие. К наступательным относятся, например, гранаты РГ-42 (заряд ВВ — тротил, 110—120 г.; масса 420 г.), РГД-5 (заряд ВВ — тротил, 110 г.; масса 310 г.).

## Использование ручных гранат в качестве мин

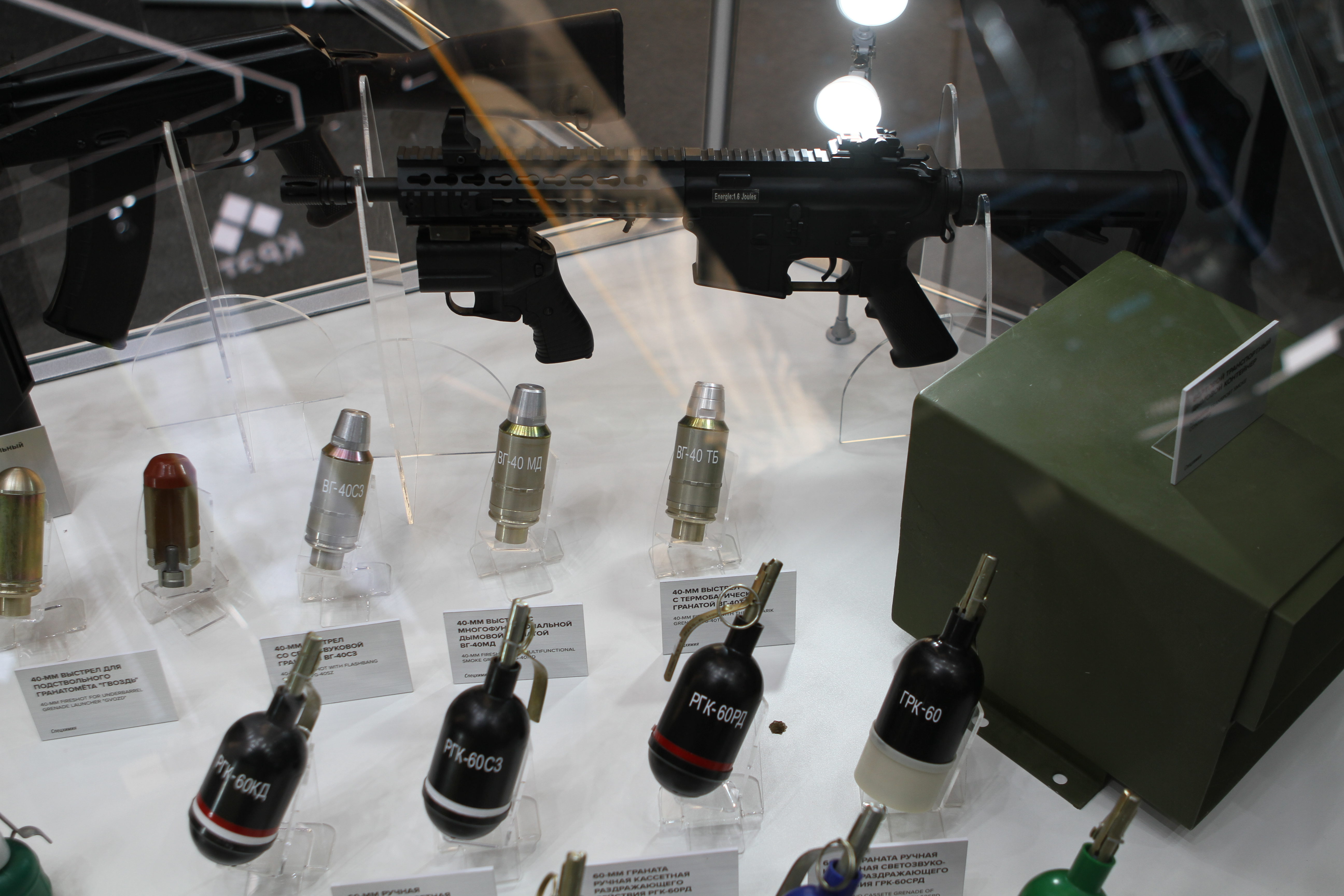
Ручные гранаты РГК-60 на МВТФ «Армия-2021»

Ручные гранаты нередко используются в качестве мин. Для этого почти выдергивают чеку, остаётся совсем легкое усилие. Затем граната фиксируется с одной стороны предполагаемого пути врага. К чеке привязывается верёвка или проволока, её конец фиксируется на другой стороне пути. Враг, проходя по пути, задевает проволоку — чека выдёргивается, происходит взрыв. Подобное устройство называется «растяжка».

## Защита от взрыва гранаты
Ручные гранаты часто используются при террористических актах. Хотя это невозможно предвидеть, но можно избежать поражения взрывом или минимизировать его последствия.
Взрыв гранаты имеет форму перевернутого конуса, зона поражения ударной волной — шесть метров. При отсутствии подходящего укрытия в радиусе трех шагов нужно отпрыгнуть как можно дальше в сторону от гранаты и упасть на землю: ступни к взрыву, ноги скрестить, чтобы защитить бедренные артерии, зажать руками уши, локти прижать к телу, открыть рот, чтобы уравнять давление. Нужно помнить, что в условиях города дополнительную опасность может представлять окружающая обстановка: обломки стен, осколки окон или витрин могут быть дополнительными факторами поражения.

## Распространённые мифы о ручной гранате
- Ручная граната взрывается так сильно, что разрушает небольшие постройки, разбрасывает в стороны людей. В кино такие эффекты создаются при помощи пиротехнических средств. В реальности осколочная ручная граната (в отличие от противотанковой) не способна нанести существенных разрушений. Разрыв гранаты, даже в непосредственной близости от человека, не всегда убивает его.
- Ручная граната взрывается с оглушительным шумом, поднимается шар огня. В кино такие эффекты создаются при помощи бензина. В реальности граната взрывается с резким хлопком, поднимая небольшое облако пыли.
- Чеку гранаты можно за кольцо выдернуть (и тем самым перевести в боевое состояние) зубами. В реальности, такая попытка скорее приведёт к потере зубов, чем чеки. Не распрямив усики, чеку почти невозможно вытащить даже рукой. После выпрямления усиков чека вытаскивается лёгким движением (учебные же гранаты, напротив, имеют «тяжёлую» чеку, так как используются многократно, в отличие от боевых). Во избежание случайного срабатывания гранату невозможно активировать даже сильным рывком за чеку.
- Радиус поражения гранаты равен 200 метров и это означает, что при взрыве осколки убивают всё живое в данном радиусе. В этом случае путают радиус поражения с радиусом разлёта осколков. Например, у оборонительной гранаты Ф-1 радиус поражения — 20 метров; разлёт осколков — 200 метров. Это означает, что в радиусе 20 метров незащищённые люди с высокой долей вероятности будут поражены (убиты или ранены), а на расстоянии свыше 200 метров — безопасное расстояние, на котором незащищённые люди могут находиться без особого риска для здоровья. Радиус сплошного поражения (расстояние, на котором вероятность остаться живым действительно крайне мала) на высоте человеческого роста у ручных гранат обычно не превышает 5 метров[9]. При этом, из-за особенностей разрыва металлических частей гранаты на поражающие осколки и потери их скорости при разлете, с увеличением расстояния тяжесть наносимых повреждений падает в геометрической прогрессии с ростом дистанции.
- Современную гранату можно активировать бесшумно. Во всех современных запалах при ударе бойка по капсюлю производится шум, сопоставимый с пистолетным выстрелом. Некоторые ранние модели запалов активировались с небольшим шумом, но от них отказались из-за ненадёжного срабатывания или опасности для метателя.

## Галерея

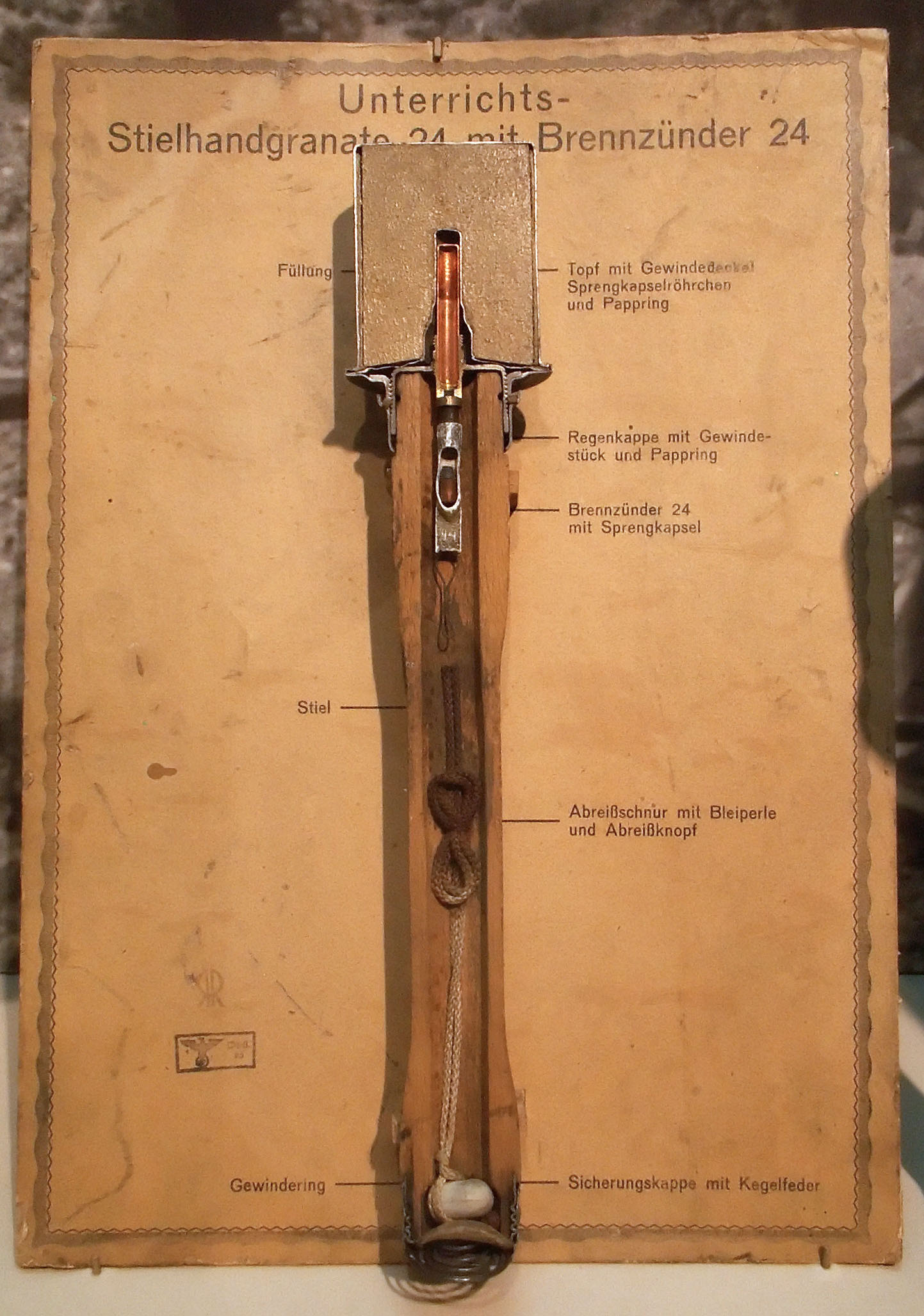
Stielhandgranate (М24) (с нем. — «ручная граната с рукояткой»), стандартная наступательная ручная граната вооружённых сил Германии с конца Первой до конца Второй мировой войны
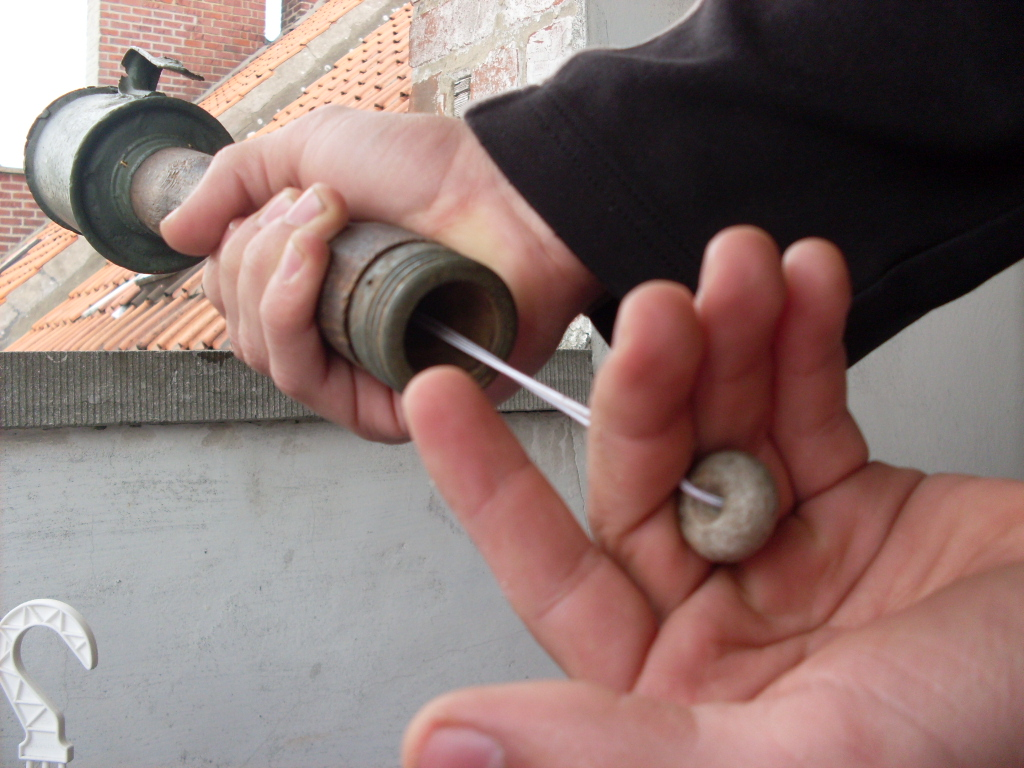
Stielhandgranate (М24). Для применения гранаты нужно было отвинтить крышку в нижней части рукоятки, энергично дёрнуть за выпадавший при этом шнур с фарфоровым кольцом
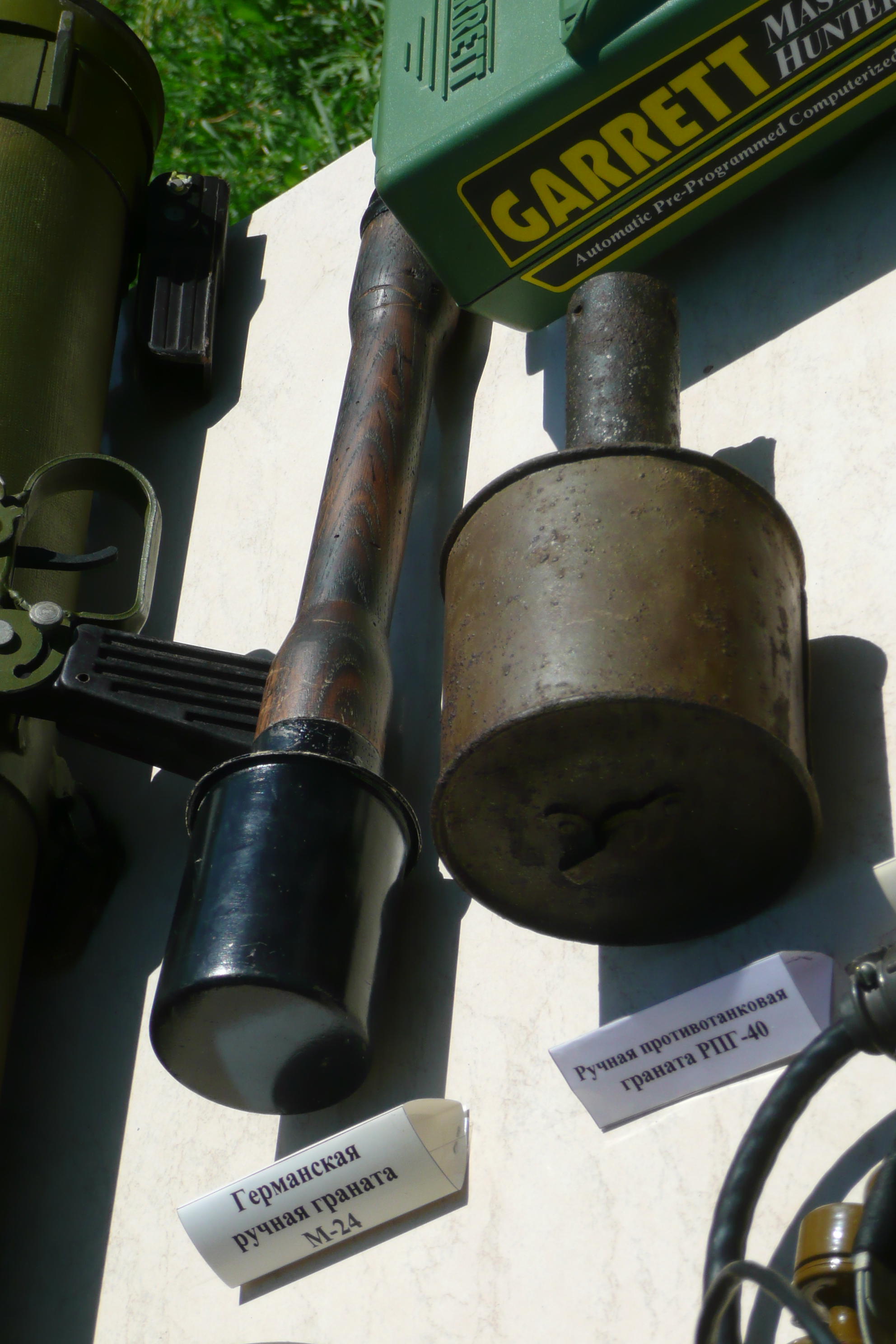
Ручные гранаты времён Второй мировой войны — Stielhandgranate (M24) и советская РПГ-40
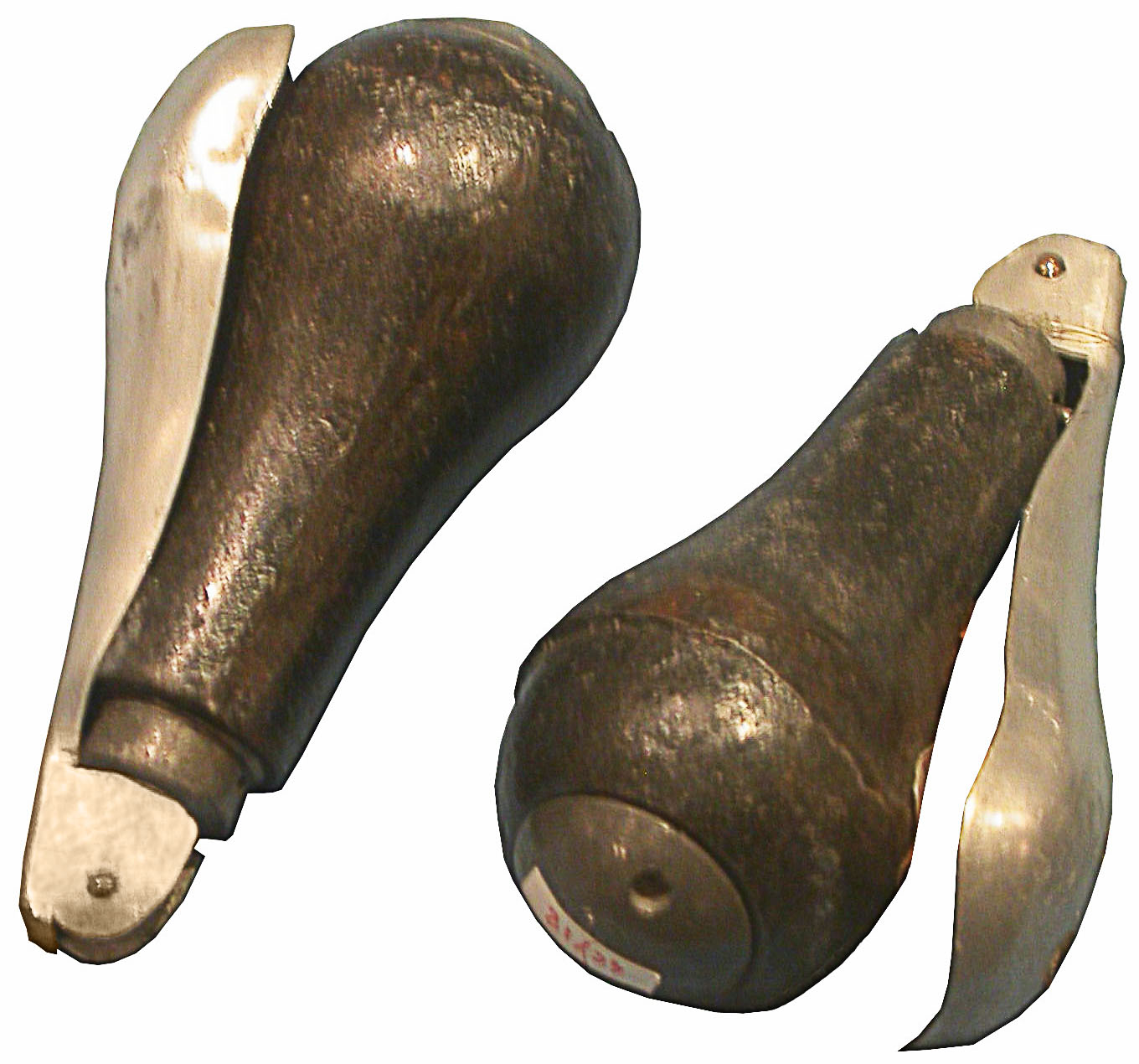
Осколочная ручная граната времён Первой мировой войны